# Straat Sapoedi
Straat Sapoedi (Indonesisch: Selat Sapudi) is een zeestraat in Indonesië in de provincie Oost-Java. Het water scheidt de Sapoediarchipel in het oosten van het eiland Madoera in het westen. Het water verbindt de Straat Madoera in het zuiden met de Javazee in het noorden.